# Mark Shield
Mark Shield (nascut el 2 de setembre de 1973) és un àrbitre de futbol australià. A més és director d'una empresa a Fortitude Valley, Queensland.
El primer partit internacional que va dirigir va ser el que va enfrontar la Nova Zelanda i la Noruega, el 22 de gener de 1997.
Va participar com a àrbitre durant la Copa del Món de Futbol de 2002 realitzada a Corea del Sud i Japó, convertint-se en així en l'àrbitre més jove a participar en les rondes finals del torneig. Per a la Copa del Món de Futbol de 2006 va ser convocat novament a arbitrar, i va participar en dos partits de la primera fase i fou triat posteriorment entre els 12 àrbitres disponibles per als darrers vuit partits del torneig, tot i que finalment finalment no en va arbitrar cap. Sí que fou quart àrbitre a les semifinals entre Portugal i França.